# الفرقة القومية للتمثيل
الفرقة القومية للتمثيل: فرقة مسرحية تأسست في حلب عام: 1937م. في حي الفرافرة وهي امتداد لفرقة المدرسة الشرقية، وكانت تضم في هيئتها العمومية فئة المثقفين وصفوة الممثلين المسرحيين . قدمت بواكير عروضها المسرحية أمام رئيس الجمهورية العربية السورية آنذاك: شكري القوتلي. على خشبة سينما العبَّاسية بدمشق. وإلى جانب المسرح تميَّزت الفرقة بتقديم التمثيليات الإذاعية المختلفة لعدة سنوات، والتي كانت تُبث على الهواء مباشرةً، إلى أن توفرت المعدَّات اللازمة للتسجيل . وفي عام: 1955م. ضعف النشاط المسرحي للفرقة فاقتصر نشاطها على التمثيليات الإذاعية حيث قدمت عشرات التمثيليات الإذاعية من إخراج فاتح عنتابي وفاتح غضنفر. ثم توقف نشاط الفرقة عام: 1958م. بعد ربع قرن من العطاء الأدبي والمسرحي.

## المؤسسون
- أسسها وتولى إدارتها: الأستاذ فاتح غضنفر[2]

- ومن أعضاء الهيئة أيضاً:
- بكري عطار
- فخري العنتابي
- أنور السردار
- محمد البحري
- طالب الصابوني
- محمد كنجو
- ظريف صباغ
- حكمت فراش

## الممثلون، والكادر الفني
| فاضل غضنفر        | ولهان غضنفر    | بهاء الدين مصري | محمد الخطيب | عمر مشهدي       | محمد الحريري |
| فاتح غضنفر        | فخري العنتابي  | محمد كنجو       | علي المدرس  | طالب غزال       | محمد مشنطط   |
| شفيق غنضفر        | أنور السردار   | محمد البحري     | محمد سردار  | نوفل ملحيس      | حقي المدرس   |
| صبحي غضنفر        | ثابت تاج الدين | عارف الحريري    | طه الجاسر   | ظريف صباغ       | مصطفى الراشد |
| محيي الدين موصللي | وليد شريفة     | عدنان مامللي    | أسعد مامللي | عبد الكريم مظهر | وحيد قوَّاف    |
| عبد العزيز صايغ   | وفا لبابيدي    | عبد العزيز صايغ |             |                 |              |

وقد تميزت الفرقة أيضاً في تصنيفها بين فرق عصرها ضمن مجال المسرح الكلاسيكي الجاد والمُلتزم في تناول أعمالها المسرحية من مشاهير الكُتَّاب أمثال :
- وليم شكسبير .
- كورنيه.
- توفيق الحكيم.
- عزيز أباظة.
- عمر أبو ريشة.
- علي أحمد باكثير.
- يوسف وهبي.
- أديب النحوي.

## الأعمال المسرحية
| م  | اسم العرض المسرحي          | تاريخ العرض | تأليف                   | إخراج              |
| -- | -------------------------- | ----------- | ----------------------- | ------------------ |
| 1  | مسرحية: بطل غسان           | 1937        | نص: جرجي زيدان          | الفنان: فاتح غضنفر |
| 2  | مسرحية: العفاف             | 1938        | إعداد الفرقة            | الفنان: فاتح غضنفر |
| 3  | مسرحية: خالد بن الوليد     | 1939        | إعداد الفرقة            | الفنان: فاتح غضنفر |
| 4  | مسرحية: يوليوس قيصر        | 1940        | نص: وليم شكسبير         | الفنان: فاتح غضنفر |
| 5  | مسرحية: جريمة غامضة        | 1941        | الأديب: ظريف الصباغ     | الفنان: فاتح غضنفر |
| 6  | مسرحية: صداقة عصرية        | 1941        | الأديب: ظريف الصباغ     | الفنان: فاتح غضنفر |
| 7  | مسرحية: أهل الكهف          | 1942        | الأديب: توفيق الحكيم    | الفنان: فاتح غضنفر |
| 8  | مسرحية: عائلة تنهار        | 1942        | الأديب: توفيق الحكيم    | الفنان: فاتح غضنفر |
| 9  | مسرحية: عذاب               | 1943        | الأديب: ظريف الصباغ     | الفنان: فاتح غضنفر |
| 10 | مسرحية: عطيل               | 1943        | الأديب: عمر أبو ريشة    | الفنان: فاتح غضنفر |
| 11 | مسرحية: أبٌ يتحطَّم           | 1944        | الأديب: يوسف وهبي       | الفنان: فاتح غضنفر |
| 12 | مسرحية: نقمةُ الشرق         | 1945        | الأديب: عزيز أباظة      | الفنان: فاتح غضنفر |
| 13 | مسرحية: يدُ الله            | 1946        | الأديب: أديب النحوي     | الفنان: فاتح غضنفر |
| 14 | مسرحية: فلسطين ومجلس الأمن | 1978        | الأديب: علي أحمد باكثير | الفنان: فاتح غضنفر |
| 15 | مسرحية: بين يافا وتل أبيب  | 1951        | الأديب: أديب النحوي     | الفنان: فاتح غضنفر |
| 16 | مسرحية: الشعب والقيصر      | 1955        | نص: وليم شكسبير         | الفنان: فاتح غضنفر |